# 埃弗利娜·普鲁沃
埃弗利娜·普魯沃（法語：Évelyne Prouvost，法語發音：[evlin pʁuvo]；1939年4月16日—2017年7月19日）出生於法國巴黎十六區，是法國出版業美麗佳人集團的經營企業家。

## 生平
埃弗利娜·普魯沃的祖父讓·普魯沃創辦美麗佳人、巴黎晚報、費加洛報和巴黎競賽畫報，埃弗利娜·普魯沃從基層編輯開始她的媒體生涯，年紀輕輕便有許多商業想法，也曾經和知名模特兒维克图瓦·杜特勒洛（Victoire Doutreleau）共同創造成衣品牌。
整個出版事業由埃弗利娜·普魯沃接掌之後，她和姊妹瑪麗·洛爾和多納蒂安（Marie-Laure和Donatienne）成立美麗佳人媒體集團，1973年創辦柯夢波丹、有線電視Téva頻道，成為橫跨平面出版業和電子媒體業的女創業家，其中美麗佳人雜誌廣受女性喜愛，全世界有30個國家上市發行。

## 家庭生活
埃弗利娜·普魯沃有兩段婚姻，第一次和阿諾德·德·康塔德斯侯爵（Arnold de Contades）結婚，並有三名子女；第二次婚姻則是嫁給英國商人尼古拉斯·貝里（Nicholas Berry），又育有兩名子女。晚年因為騎自行車摔傷而過世，享年78歲。

## 個人著作
- 1977年：《Les Toits dans le paysage》
- 2004年：《50 ans de la vie des femmes》[7]

## 受獎
- 1989年：凱歌獎
- 2011年：法國榮譽軍團勳章